# 朱芊佩
朱芊佩（英語：Chu Tsin Pui，1988年10月30日—），又名小朱，香港網絡紅人及運輸從業員，因穿著小背心工作的形象與《盜墓者羅拉》主角相似，而被傳媒廣泛報道「港版羅拉」稱號。

## 簡歷

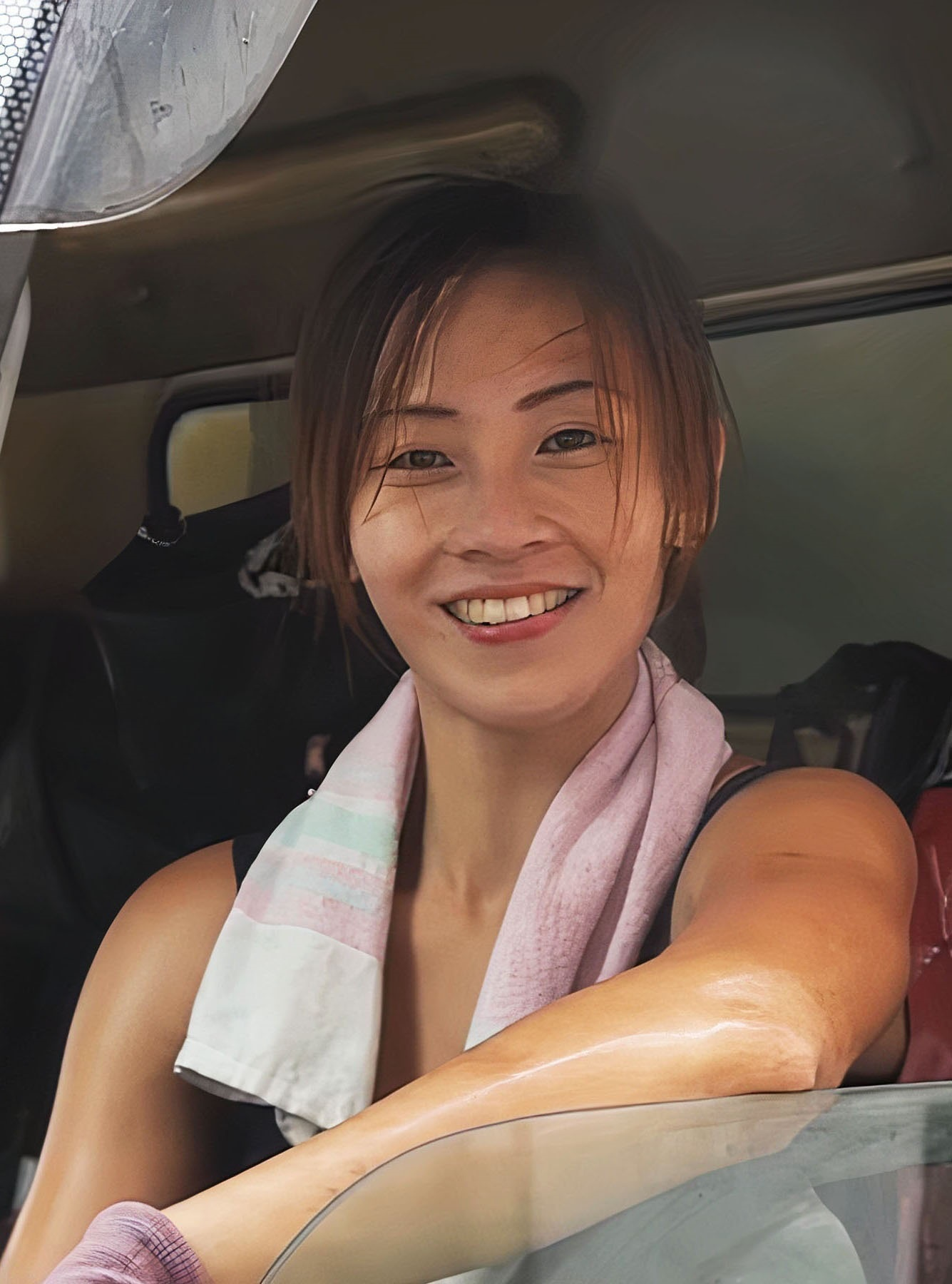
工作中的朱芊佩

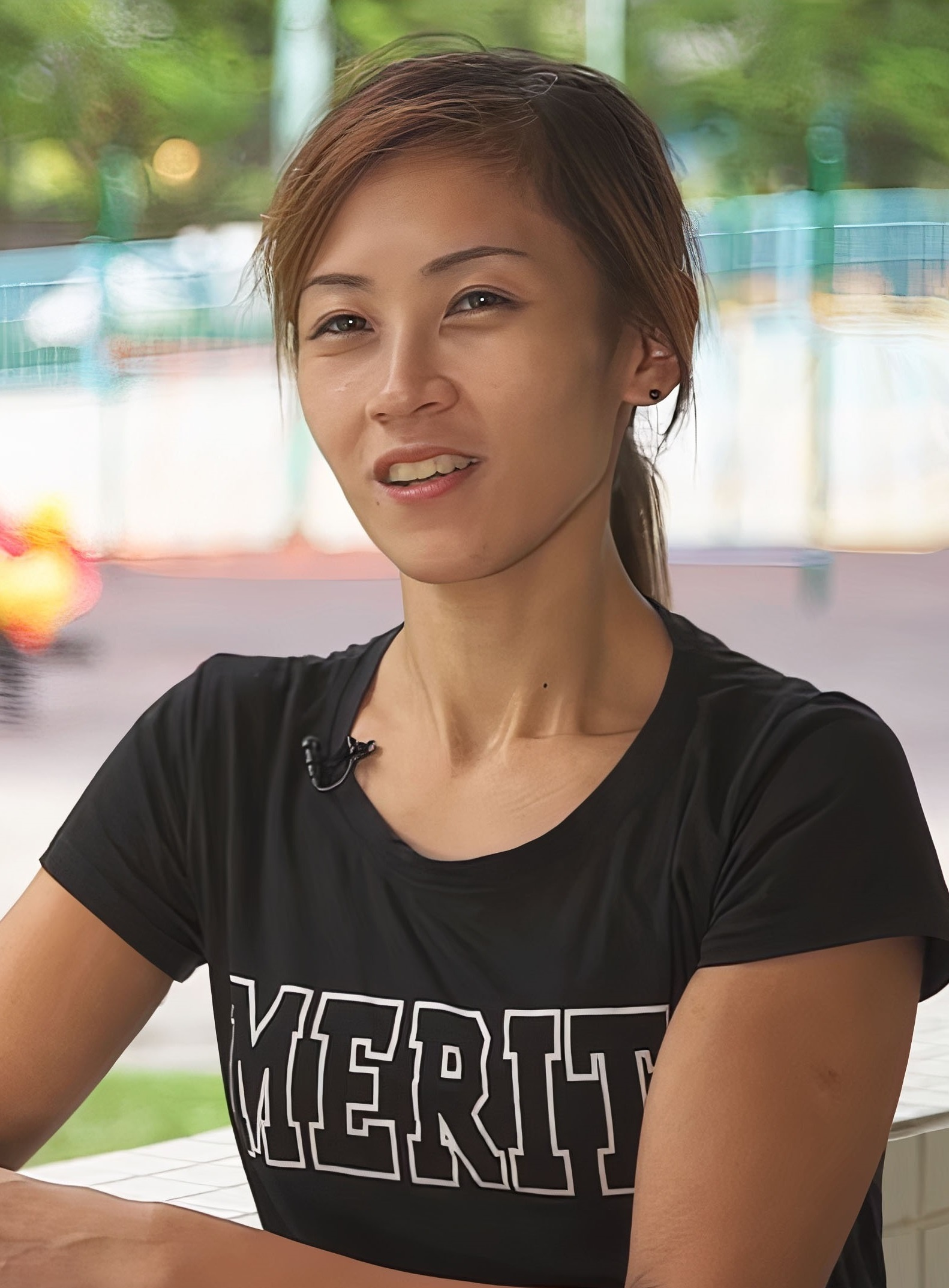
朱芊佩接受《中国新闻网》訪問

朱芊佩有一位妹妹，父親是個經營物流公司的香港商人，母親則來自台灣日月潭高山族，一家居住在美孚新邨。她於1995年唸小學二年級時隨家人搬到台灣定居，2001年又因父親往內地發展，便在廈門接受了三年初中教育；正值初中三年級，其父生意失敗且常為錢爭執，令她必須出外工作以幫補家計，未幾兩者關係日漸惡劣，遂於2004年獨自回香港投靠姑母，插班繼續完成會考課程。
2006年，朱芊佩中五畢業後曾當過表姐夫公司的文員，轉任酒店前堂接待員與保安、室内泳池救生員和兼職清潔工。直至2008年，她開始任職運輸從業員，主要在新蒲崗工廠區跟車，分別向批發市場、超市運送水果及糧油雜貨，經歷過兩次工傷，導致左手一指不能正常屈曲，現時亦從事廢紙箱回收、建築工地廢料清理、室内裝修、搭棚等副業；還在媒體訪問裏再三透露，想考取客貨車駕駛執照，以提升技能來增值。
2017年，朱芊佩因相貌娟好、身材健碩，於某日工作期間被網民拍下照片後，放到社交網站上分享而備受注目，並獲多個媒體封為「港版羅拉」、「運輸界羅拉」或「最美搬運工人」；翌年演出搜狐視頻節目《送一百位女孩回家2》，所揭露的生活狀況也讓不少內地網民留意，同時更應邀擔任無綫電視節目《女人四十》訪問嘉賓。2019年初，她參與由江蘇衛視主辦的真人秀《新相親大會》，分享兩次愛情經驗和擇偶條件，配對結果再度引起關注，惟其微博中提及「喜歡自由自在的感覺」卻被多番質疑是否造假。

## 演出作品

### 綜藝節目
| 首播     | 節目名            | 備註         |
| 無綫電視 |                   |              |
| 2018年   | 東張西望          | 6月22日嘉賓  |
| 2018年   | 女人四十          | 第5集嘉賓    |
| 搜狐視頻 |                   |              |
| 2018年   | 送一百位女孩回家2 | 10月17日嘉賓 |
| 果籽     |                   |              |
| 2018年   | 工廠食堂          | 10月20日嘉賓 |
| 江蘇衛視 |                   |              |
| 2019年   | 新相親大會        | 1月27日嘉賓  |

### 音樂錄像
- 2019年：譚詠麟《移動人》

### 宣傳片
- 2019年：《林子祥 Lamusical 2019演唱會》宣傳片

### 廣告 / 代言
| 年份   | 內容                                                              |
| 平面   |                                                                   |
| 2018年 | 豐田Hiace「堅實力派 - 拼搏路上 一直撐你」                         |
| 網絡   |                                                                   |
| 2018年 | 滙豐保險「運輸界羅拉堅持的背後」                                  |
| 2018年 | EP Equipment「Hong Kong Lara 小朱 with EP Equipment」             |
| 2018年 | 美麗寶（香港）「CAT Footwear FW18 EARTHMOVER - 『港版羅拉』小珠」 |
| 2019年 | 百寶庫「百寶庫 × 運輸界羅拉 - 百寶庫，慳錢，慳力，慳時間！」      |
| 2019年 | 百寶庫「百寶庫 × 運輸界羅拉 - 屬於香港人的百寶庫」                |
| 2019年 | 百寶庫「百寶庫 × 運輸界羅拉 - 頭等倉庫享受，你值得擁有！」        |
| 2019年 | 百寶庫「百寶庫 × 運輸界羅拉 - 令你無限空間唔使煩！」              |
| 2019年 | 百寶庫「上門儲存服務 - 百寶庫羅拉」                               |
| 2020年 | MEG Limited「A1駕駛學校 - 追夢吧！運輸界羅拉」                    |

## 影視形象
2024年香港電視劇《愛·回家之開心速遞》中，演員林鈺洧所飾演的角色「羅網」的造型影射朱芊佩。

## 外部連結
- SiuChu小朱的新浪微博
- 朱芊佩的新浪微博
- 朱芊佩的Facebook專頁
- 朱芊佩的Instagram帳戶